# حارة نادي الشعب (صنعاء)

تعديل مصدري - تعديل

حارة نادي الشعب هي إحدى حارات حي معين بمديرية معين إحد مديريات العاصمة اليمنية صنعاء، بلغ تعداد سكانها 1825 نسمة حسب تعداد اليمن لعام 2004.